# U.S. Gavorrano
Unione Sportiva Gavorrano là một câu lạc bộ bóng đá Ý nằm ở Bagno di Gavorrano, một frazione của Gavorrano, Tuscany.

## Lịch sử
Câu lạc bộ được thành lập vào năm 1930.
Trong mùa giải 2009-10, đội đã được thăng hạng từ Serie D lên Lega Pro Seconda Divisione. Câu lạc bộ đã xuống hạng trở lại Serie D sau mùa giải 2013-2014 sau khi chỉ tránh được sự xuống hạng trong mùa giải trước đó để lấp chỗ trống trong giải đấu. Câu lạc bộ sau đó đã được thăng hạng lên Serie C với tư cách là nhà vô địch bảng E của mùa giải 2016-17 Serie D.

## Màu sắc và huy hiệu
Màu sắc của câu lạc bộ là màu xanh và đỏ.

## Chủ tịch nổi tiếng

### Mario Matteini
Vào ngày 9 tháng 3 năm 2010, Mario Matteini qua đời, chủ tịch lịch sử  đã dẫn dắt câu lạc bộ từ Seconda Categoria đến Lega Pro Seconda Divisione, từ 1999 đến 2010 